# Mundtlig overlevering
 Der er for få eller ingen kildehenvisninger i denne artikel, hvilket er et problem. Du kan hjælpe ved at angive troværdige kilder til de påstande, som fremføres i artiklen.

Mundtlig overlevering er betegnelse for de processer som leveregler, historier, begivenheder, sagn, myter, ritualer, traditioner, m.m. videregives uden anvendelse af et skriftsprog.
Mundtlig overlevering kendes først og fremmest fra samfund, der ikke kender eller af anden grund ikke anvender skriftsprog. Her anvendes de til at at huske og bevare historier m.m. og videregive dem sammen med generelle leveregler fra en generation til den næste.
Mange mundtlige overleveringer bruges af frygt for afsløring ved nedskrivning. Det har været anvendt af religiøse mindretal i situationer, hvor de blev forfulgt, eller i krig af agenter, spioner eller udsatte ved fronten for at undgå, at hemmeligheder faldt i fjendens hænder.
Mange af verdenshistoriens store epos er overleveret mundtligt gennem mange generationer inden de er nedskrevet. Det gælder blandt andet Homers epos og de store indiske epos Rigveda, Ramayana og Mahabharata, som er af enormt omfang.
For at huske sådanne store værker har man brugt forskellige teknikker: de er ofte samlet på vers af en relativt ensartet længde med fast rytme i fortællingen og med rim som bogstavrim.
Dele af den indiske Rigveda er overleveret mundtligt gennem 2000 år. En væsentlig begrundelse, for at det har ladet sig gøre, er, at de hymner, som versene var knyttet til, skulle fremføres korrekt for at opnå den ønskede virkningen fra de højere magter. Hvis de blev fremsagt forkert, kunne virkningen blive den stik modsatte. Der var således en rituel pression, der medvirkede til at sikre en ensartet fremførelse, også over længere tid.
Derudover er det karakteristisk, at i de samfund, hvor de mundtlige overleveringer er fremtrædende, findes meget udbredte mundtlig fortælletraditioner, som de mundtlige overleveringer indgår i.
Med den stigende samfundsmæssige aktivitet i de moderne samfund mindskes anvendelsen af mundtlige overleveringer, men det er bemærkelsesværdigt, at de små historier, forældre fortæller deres børn, i vid udstrækning bygger på mundtlige overleveringer.
| Sprog og litteratur | Spire Denne artikel om litteratur er en spire som bør udbygges. Du er velkommen til at hjælpe Wikipedia ved at udvide den. |